# Леопольд Готтліб
Леопольд Готтліб (фр. Léopold Gottlieb 03 червня 1879, Галичина, Дрогобич — 24 квітня 1934, Париж) — французький художник першої третини XX ст. Походив з Галичини. Художник Маурицій Ґоттлєб — його брат.

## Життєпис
Народився в місті Дрогобич. Походив з єврейської родини. Мав двох братів — Мартина та Маврикія.
Художню освіту здобув у Краківській художній академії, його керівник — відомий польський художник Яцек Мальчевський, викладачі — Теодор Аксентович та Юзеф Унержиський. Удосконалював власні навички в місті Мюнхен у школі Ашбе, невдовзі вперше відвідав Париж.
Почався період подорожей, часто вимушених. Відвідав Відень, де став членом товариства Гаґенбунд, — художнього товариства австрійських митців, схожого на віденський сецесіон. 1906 року розпочав викладацьку діяльність у місті Єрусалимі (Академія мистецтв і дизайну «Бецалель»).
Через два роки він прибув у Париж, де працював як художник. 1913 року відвідав Іспанію. Після початку Першої світової війни отримав посаду військового художника Першої бригади польських легіонів, робив малюнки вояків на фронті та їх портрети.
Близько 1926 року оселився в Парижі, практично належав до польської діаспори у французькій столиці. Давав власні твори на виставки у Салон незалежних. Створював портрети, натюрморти, картини побутового жанру.
Помер у Парижі.

## Обрані твори (перелік)
- «Квіти біля вікна», початок ХХ ст.
- «Портрет пана Кипчака», 1907 р.
- «Останній постріл»
- «Андре Сальмон»
- «Милосердя», 1913 р.
- «Портрет Казимира Сосновського», 1915 р.
- «Андре Жид», 1925 р.
- «Еріх Кон», 1928 р.
- «Марсель Слодкий», 1933 р.
- «Шатенка», 1933 р.

## Обрані твори (галерея)

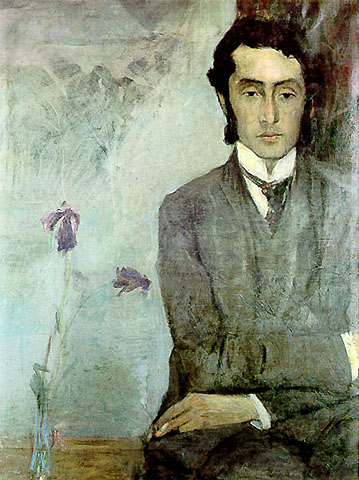
Леопольд Готтліб. «Портрет пана Кипчака», 1907 р.

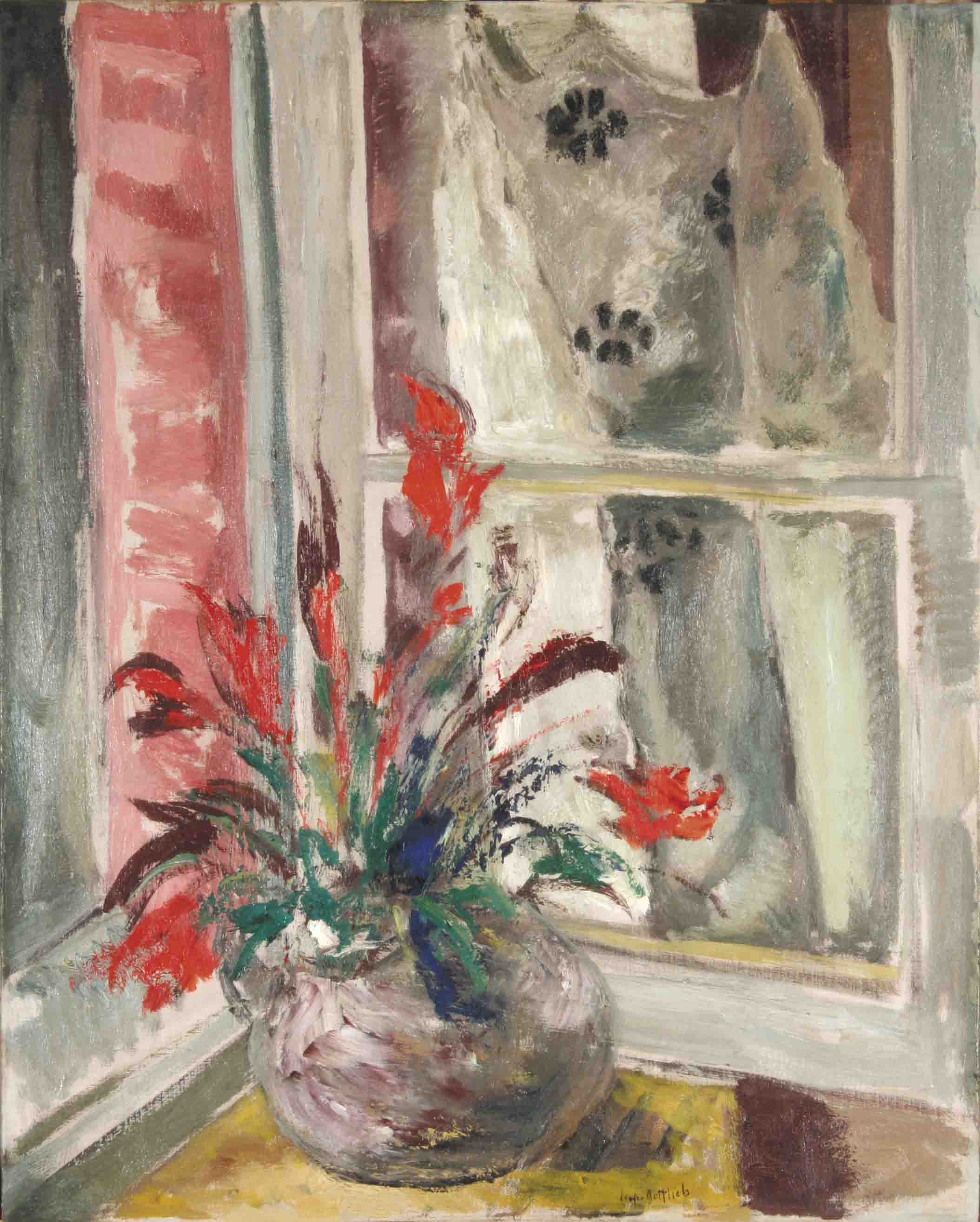
Леопольд Готтліб. «Квіти біля вікна», початок 20 ст.
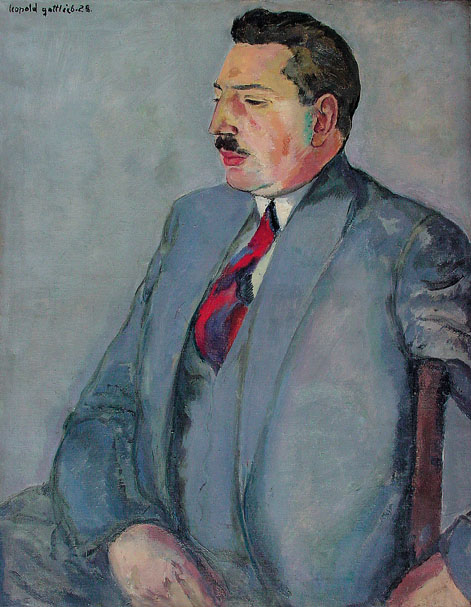
Леопольд Готтліб. «Еріх Кон», 1928 р.
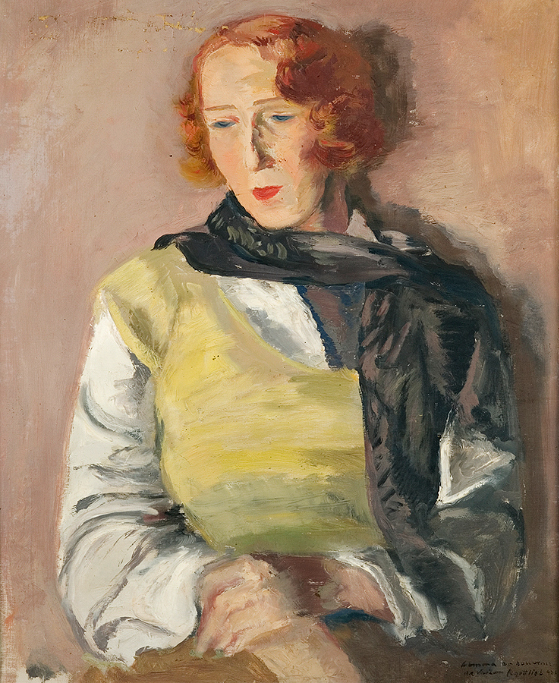
Леопольд Готтліб. «Шатенка», 1933 р.
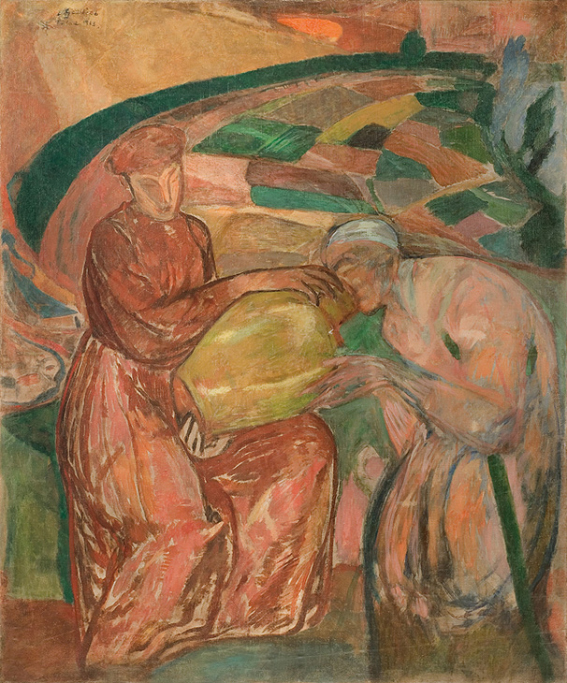
Леопольд Готтліб. «Милосердя», 1913 р.